# Kultura badaryjska

Mapa ze znaleziskami kultury badaryjskiej (na czerwono)

Kultura badaryjska, kultura Badari – nazwa niniejszej jednostki kulturowej związana jest z eponimicznym stanowiskiem w Al-Badari. Następowała po kulturze taskiej. Zespół zjawisk kulturowych utożsamianych z chalkolityczną kulturą badaryjską obejmował swym zasięgiem tereny Górnego Egiptu między Matmar a Qau. Kultura rozwijała się od ok. 4500 do ok. 3800 p.n.e., była współczesna kulturze Fajum A w Dolnym Egipcie. Uległa wpływom mezopotamskim. Ustąpiła kulturze Nagada I (zwanej również kulturą amrańską).

## Narzędzia i broń
Wyroby krzemienne tej kultury to duże noże kształtowane retuszem płaskim po obu stronach, wąskie drapacze migdałowate, zgrzebła, narzędzia wklęsłe, narzędzia zębate oraz przekłuwacze i ostrza sierpów. Broń reprezentowana jest przez groty strzał i włóczni. Inwentarz kościany w owej kulturze reprezentowany jest przez igły, szpile, szydła, bransolety, haczyki na ryby, łyżki, grzebienie zdobione sylwetkami ptaków. Badaryjczycy nosili ubrania z lnu i skóry. 

## Ceramika
Inwentarz ceramiczny w niniejszej kulturze reprezentowany jest przez naczynia wykonywane ręcznie z syltu schudzanego sieczką, były one wygładzane bądź polerowane, najczęściej występują misy i wazy kuliste. Naczynia były zdobione malowanymi bądź nacinanymi wzorami geometrycznymi.

## Osady
Osady badaryjskie były wpół stałe, zasiedlane prawdopodobnie w okresie jesienno-zimowym. Konstrukcje mieszkalne miały formę szałasową, którym towarzyszyły paleniska. Osady budowane były prawdopodobnie na okres jesienno-zimowy. Największa osada została odkryta w Hamamiji. Na obszarze 40 na 50 metrów znajdowały się szałasy, paleniska oraz zasieki typu zeriba ograniczające zagrody dla zwierząt. Charakterystyczne dla tej osady były pojemniki na zboże wkopane w ziemię.

## Pochówki
Cmentarzyska kultury Badari lokalizowane były na żwirowatych pagórkach w pobliżu osad. Zmarli składani byli pojedynczo do owalnych bądź okrągłych jam w pozycji skurczonej na lewym boku i bogato wyposażani. Nie znaleziono różnic w wyposażeniu grobów mężczyzn i kobiet, jakkolwiek występował czasem podział na obszar zawierający bogatsze i biedniejsze groby.

## Figurki

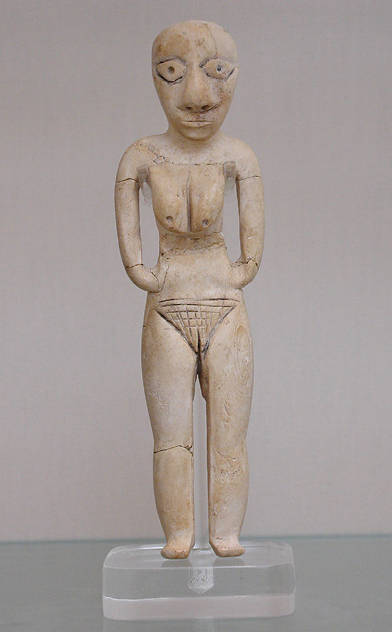
Figurka kobieca z kości

Figurki zwierzęce i kobiece rzeźbiono w kości słoniowej i modelowano w glinie.

## Gospodarka
Ludność tej jednostki kulturowej zajmowała się głównie uprawą pszenicy, jęczmienia (również sześciorzędowego). Stosowano prawdopodobnie prymitywne zaczątki irygacji - od rzeki przekopywano rów, którym woda spływała na pole nawadniając je. Poniżej przekopywano drugi, którym pozbywano się nadmiaru wody.
Poświadczona jest także hodowla kóz, owiec, nadal duże znaczenie w gospodarce kultury badaryjskiej odgrywało polowanie głównie na antylopy, żółwie, krokodyle oraz ptactwo.

## Metalurgia
Kultura badaryjska pierwsza wprowadziła w Egipcie metalurgię miedzi, wytapianej zapewne z siarczanów miedzi znajdowanych na Synaju. Miedzi używano tylko do wyrobu paciorków. Paciorki kamienne powlekano błękitną glazurą.